# تباهی (پزشکی)
تحلیل رفتن، تباهی یا دژنراسیون (به انگلیسی: Degeneration) به معنی تغییر آسیب‌شناختی پس‌رونده در سلول یا اجزای سلول یا بافت که در نتیجه آن ممکن است کارکرد سلول یا بافت مختل شود یا کاملاً از کار بیفتد می‌باشد؛ مثلاً دژنراسیون ماکولا منجر به کوری می‌شود یا تباهی نورونهای حرکتی در آمیوتروفیک لاترال اسکلروز منجر به فلج عضلات می‌شود.

## فرایند تباهی
اگر آسیب وارده به سلول تا حدی باشد که بلافاصله موجب بافت‌مردگی نشود، در صورتی که عامل مولد آسیب مداوم باشد نهایتاً می‌تواند موجب نکروز شود. پدیده تباهی یک فرایند قابل برگشت است ، بدین معنی که اگر عامل مولد حذف شود بهبودی را خواهیم داشت. بر خلاف بافت‌مردگی که اساساً غیرقابل برگشت است. تغییرات تباهی که در سلول‌ها اتفاق می‌افتد متفاوت بوده و نوع این تغییرات بستگی به چند فاکتور دارد:
۱-خود سلول، ۲-کیفیت عامل آسیب رسان، ۳-کمیت عامل آسیب رسان، ۴-زمان
1. خود سلول:تعداد و نوع سلول‌ها نیز دخیل اند بدین معنا که برخی از سلول‌ها حساسیت بیشتری دارند مثل کبد و قلب و کلیه. برخی هم حساسیت کمتری دارند مثل فیبروبلاست یا سلول‌های بافت همبند.
2. کیفیت: بعضی عوامل تحریک‌کننده سمیت بیشتری نسبت به بقیه دارند مثلاً بازها نسبت به اسیدها.
3. کمیت:برخی سموم می‌توانند در مقادیر پایین آسیب‌های دژنراتیو ملایم یا شدید را ایجاد کنند.
4. زمان:اگر مدت زمان برخورد یا عامل آسیب‌رسان کوتاه باشد پدیده تباهی می‌تواند ملایم باشد. اگر طول مدت طویل تر باشد شدید تر خواهد بود.

در فرایند تباهی فعالیت سلول از برخی جهات می‌تواند تغییر کند:
۱-تغذیه ۲-رشد ۳-بقا ۴-تولید مثل ۵- اعمال اختصاصی
که کلیهٔ این تغییرات می‌تواند گذرا یا پایدار باشد.

## انواع بیماری‌های دژنراتیو
بیماری‌های دژنراتیو را می‌توان بر اساس بافت یا اندامی که تحت تأثیر قرار می‌دهند، طبقه‌بندی کرد.
برخی از انواع رایج بیماری‌های دژنراتیو عبارتند از:
بیماری‌های دژنراتیو مفاصل: شایع‌ترین نوع بیماری‌های دژنراتیو، بیماری‌های دژنراتیو مفاصل هستند. این بیماری‌ها باعث التهاب، درد و سفتی در مفاصل می‌شوند.
بیماری‌های دژنراتیو ستون فقرات: بیماری‌های دژنراتیو ستون فقرات می‌توانند باعث درد، سفتی و محدودیت حرکت در ستون فقرات شوند.
بیماری‌های دژنراتیو چشم: بیماری‌های دژنراتیو چشم می‌توانند باعث کاهش بینایی یا از دست دادن بینایی شوند.
بیماری‌های دژنراتیو مغز: بیماری‌های دژنراتیو مغز می‌توانند باعث اختلالات شناختی، حرکتی یا رفتاری شوند.